# Czekanka
Czekanka (prononciation : [t͡ʂɛˈkaŋka]) est une localité polonaise de la gmina de Siewierz, située dans le powiat de Będzin en voïvodie de Silésie.